# Модный приговор
«Мо́дный пригово́р» (с 31 августа по 4 сентября 2020 года в печатных программах телепередач — «Большой модный приговор») — телепередача о моде и стиле, которая выходит в эфир на «Первом канале» с 30 июля 2007 года.
Главные участники телепередачи, не только женщины, но и мужчины, преображаются дважды: первый раз — в соответствии с модными советами и собственными представлениями о своём идеальном образе, второй раз — в соответствии с тем, как видели их профессиональные стилисты. Девиз телепрограммы — «Следовать моде смешно, а не следовать — глупо» (реплика Александра Васильева, 2009—2016 гг.), ранее — «Мода — это та условность, соблюдать которую мы приговорены пожизненно. По одёжке встречают, а значит, и судят» (реплика Вячеслава Зайцева, 2007—2009 гг.) и «Мода — это язык свободы. О чём говорит ваша одежда?» (реплика Дениса Симачёва, 2011 г.).
С 2014 года телепрограмма уходит в летний отпуск (за исключением 2017 и 2018 годов).
Производством телепроекта занимается Дирекция социальных и публицистических программ «Первого канала» и группа компаний «Красный квадрат».
В 2008 и 2015 годах телепрограмма стала лауреатом премии «ТЭФИ» в номинации «Развлекательная программа: Образ жизни».
С 4 марта 2022 по 29 декабря 2023 года и с 15 января по 19 апреля 2024 года программа не выходила в эфир в связи с российским вторжением на Украину и изменением сетки вещания «Первого канала» на политическую, а также в связи с уходом зарубежных модных брендов с российского рынка. 29 декабря 2022 года ведущий передачи Александр Васильев сообщил об истечении его контракта с «Первым каналом».
Во время перерыва программы многие ранее работавшие соведущие и стилисты перешли на другие каналы. В частности, бывшая соведущая «Модного приговора» Надежда Бабкина перешла на НТВ, где она вместе с Владиславом Лисовцом стала делать шоу похожего формата «Модный vs. Народный».
В октябре 2023 года генеральный директор «Первого канала» Константин Эрнст сообщил о возвращении шоу в обновлённом формате и с новым ведущим. Также было объявлено, что из старого состава ведущих и со-ведущих останется только обвинитель Эвелина Хромченко. Программа выходила в эфир в новогодние каникулы 2024 года с участием различных ведущих и с 15 января по 19 апреля снова отсутствовала в эфире. На регулярной основе программа начала выходить с 22 апреля 2024 года, основными её ведущими стали Александр Рогов, прежде сотрудничавший с СТС (победитель зрительского голосования за вакантное место ведущего) и Лилия Рах.

## Ведущие
- Ведущий заседания модного суда — Вячеслав Зайцев (†)[19] (30.07.2007 — 08.07, 17.09 — 07, 19 — 29.10, 10 — 20.11.2009, 05.03, 07.05, 30.12.2010, 06.03.2015), Александр Васильев (09.07 — 16.09, 08 — 16, 30.10 — 09, 23.11.2009 — 28.02 и 14.03.2017 — 03.03.2022), Андрей Бартенев (01.03 — 17.08.2017), Александр Рогов (03, 14.01.2024, 22.04.2024 — н. в.), Лилия Рах (23.04.2024  — н. в.).
- Специальные выпуски — Валентин Юдашкин (†) (23, 30.07, 06.08, 01, 05, 07, 11.10.2010)[20], Денис Симачёв (22 — 26.08.2011)[21], Дмитрий Харатьян (08.11.2018), Алексей Ягудин (09.11.2018), Николай Цискаридзе (01.04 — 06.04.2020), Дмитрий Дибров (29.04 — 13.05.2020), Валдис Пельш (07 — 18.05.2020), Игорь Верник (02, 13.01.2024), Константин Михайлов (04.01.2024), Даниил Грачёв (05.01.2024), Александр Анатольевич (06.01.2024).
- Обвинитель — Эвелина Хромченко.
- Защитники —  Татьяна Геворкян (02.01.2024 — н. в.), Александр Анатольевич (03.01.2024 — н. в.), Василиса Володина (31.01.2025-н.в.), Настасья Самбурская (4.02.2025-н.в), Наталья Медведева (  26.02.2025-н.в)
- Бывшие : Арина Шарапова (30.07.2007 — 08.09.2010, 03, 04, 14.10.2016)[22], Надежда Бабкина (26.08.2010 — 03.03.2022), Лариса Вербицкая (периодически 03.01.2011 — 27.06.2014), Дарья Донцова (периодически 25.02.2014 — 09.02.2018), Лариса Долина (периодически 20.04.2016 — 07.02.2017), Юлия Барановская (30.08.2016 — 18.02.2022), Екатерина Гордон (периодически 11.12.2019 — 22.04.2020), Надежда Ангарская (31.08, 03, 08.09.2020, 09 — 12.03.2021, 15.11.2021 — 17.02.2022).
- Специальные выпуски — Лариса Гузеева (08.01.2011), Людмила Артемьева (11.09.2013, 17, 23, 25.09.2014), Слава (20, 21.02, 04.03, 21, 23.04.2014), Роза Сябитова (26.09.2014), Елена Воробей (18, 20, 25, 27.02.2015), Александр Олешко (02.03.2015), Дмитрий Дибров (03.03.2015), Станислав Костюшкин (04.03.2015), Александр Буйнов (05.03.2015), Александр Васильев (06.03.2015), Анжелика Варум (24.12.2013, 16, 18, 20.11.2015), Лариса Рубальская (10, 17, 24, 26.02, 26.03, 16.04, 16, 17, 19.06, 24.09.2015, 04, 08, 17, 24.02.2016), Татьяна Веденеева (13, 15, 19.04.2016, 25, 26, 29, 31.01, 09, 10, 16, 19.04, 15, 20.06.2018), Татьяна Васильева (22, 23, 26, 27.06.2017, 01.02.2022), Альбина Джанабаева (05, 09.06.2018), Елена Валюшкина (06.06 — 13.11.2018), Наталья Бочкарёва (24.09.2018), Виктория Цыганова (25.09.2018, 22, 23.03.2021), Ольга Погодина (26.09, 31.10, 06.11.2018), Анна Семенович (27.09.2018), Мария Голубкина (28.09.2018), Анастасия Меськова (30.10.2018), Татьяна Буланова (22, 24.04.2014), Елена Борщёва (02.04.2019), Светлана Пермякова (03.04.2019), Наталия Медведева (04.04.2019), Татьяна Брухунова (05.04.2019), Алёна Повышева (07, 13.09.2021), Елизавета Овдеенко (08, 09.09.2021), Екатерина Волкова (11, 14.01.2022), Татьяна Геворкян (02, 04.01.2024), Александр Анатольевич (03, 14.01.2024), Арина Холина (05, 06.01.2024), Mia Boyka (13.01.2024).
- Праздничные выпуски 2012 года: Лада Дэнс (20, 30.12.2011), Елена Ханга (21, 29.12.2011, 03.01.2012), Екатерина Стриженова (19, 22, 23, 28.12.2011), Дмитрий Нагиев (27.12.2011), Рената Литвинова (26 — 29.03.2012)
- Праздничные выпуски 2013 года: Нонна Гришаева (26.12.2012, 09, 11, 14.01.2013), Ольга Кабо (25.12.2012, 10, 25, 28, 30, 31.01.2013)

## Участники
- Истец
- Ответчик (обвиняемый, обвиняется в непонимании)
- Независимый эксперт (звезда шоу-бизнеса)

## Суд
1. Обвинитель подаёт в суд на своего родственника или знакомого за «неумение хорошо одеваться». Суд принимает по внимание позиции истца и ответчика, затем происходит осмотр вещей обвиняемого.
2. Далее в «Модном приговоре» рубрика «Модные советы» (с 5 сентября 2011 года). Затем ответчик «приговаривается» к походу вместе с обвинителем в один из московских магазинов, где подбираются три варианта одежды: один — истцом, другой — обвиняемым, третий — совместно («компромисс»).
3. Первое дефиле (соответствует трём вариантам одежды, выбранным в магазине). Выбор обсуждается обвинителем, защитником и независимым экспертом (с 25 марта по 24 апреля 2020 года — специальная группа таковых, именуемая «модной пятёркой»).
4. Второе дефиле (соответствует трём комплектам одежды, подобранным стилистами). Наряды обсуждают истец, обвинитель, защитник и группа поддержки ответчика.
5. Голосование. На подиум вывозят две вешалки с обоими вариантами одежды. Ведущий спрашивает у ответчика, какой из комплектов он хотел бы забрать с собой. Зрители в студии голосуют с помощью пультов. По итогам голосования комплект одежды, набравший наибольшее количество голосов, ответчик получает в дар от «Первого канала». В случае, если результат голосования 50 / 50, ответчик самостоятельно выбирает комплект одежды. В большинстве случаев, стилисты выигрывают у ответчика. В связи с пандемией коронавируса COVID-19, начиная с выпуска от 1 апреля 2020 года в структуру телешоу были внесены некоторые изменения. Ответчик заранее приносит наряды для первого дефиле, а вместо зрительного зала и гостей студии итоговый вердикт давала «модная пятёрка», представленная несколькими выпусками ранее. С 27 апреля 2020 года голосование отменено, наряды от стилистов герои телепередачи получают в любом случае.
6. Студийные декорации телепередачи менялись трижды — в выпусках от 5 сентября 2011, 8 декабря 2018 и 1 ноября 2021 года.

## Специальные выпуски
1. 5 сентября 2011 года телепередача «Модный приговор» праздновала своё 4-летие. На телепрограмме присутствовали все ведущие и защитники, которые когда-либо принимали участие в создании телепрограммы.
2. 5 и 6 сентября 2013 года «Модный приговор» впервые отменил свои традиционные слушания. Телепрограмма широко праздновала своё 6-летие, вспоминая лучшие иски. Также были приглашены известные представители шоу-бизнеса[23][24].
3. 9 и 10 сентября 2013 года «Модный приговор» перед вторым выходом второго дефиле героини показал свои закулисья (43:39)[25].
4. 8 декабря 2018 года в 15:15 вышел спецвыпуск телепередачи, посвящённый юбилею её ведущего Александра Васильева.
5. 19 марта 2020 года в 9:55 вышел специальный выпуск телепередачи, посвящённый юбилею Надежды Бабкиной. Она отмечала 70-летие.
6. 1 марта 2021 года в 10:55 вышел специальный выпуск телепередачи, посвящённый юбилею Эвелины Хромченко. Выпуск назывался «О той, что знает о моде всё и даже больше».

## Международные версии
- Со 2 марта 2008 по 3 января 2009 года на телеканале «Интер» выходила украинская версия «Модного приговора», имевшая название «Модний вирок». Ведущим заседания модного суда был Борис Моисеев, прокурором (обвинителем) — Оксана Караванская, адвокатом (защитником) — Мария Ефросинина[26].

## Пародии
- Пародии на телепередачу были показаны в телешоу «Большая разница» (в выпусках 2, 3, 14[27], 70), в одном из скетчей телепрограммы «Однажды в России» на ТНТ (выпуск 76 — «Модная условка»), в телепередачах «Кит Stupid Show»[28], «Comedy Club» на ТНТ и «КВН» на Первом канале.
- 17 марта 2012 года в телепередаче «Yesterday Live» была показана пародия на открывающую заставку телепрограммы.
- В мультсериале «Ми-ми-мишки» это шоу было спародировано в одноимённой серии «Модный приговор»[29].
- Пародию на Вячеслава Зайцева как ведущего «Модного приговора» сделал в своё время Максим Галкин (автор пародии — Георгий Териков)[30].
- В 166 серии мультсериала «Барбоскины» «Дерево желаний» упоминается передача «Модный уговор»[31].
- В 2023 году на СТС вышло шоу «Уральских пельменей» под названием «Модный перебор»[32].
- Ток-шоу упоминается в песне «Конь-людоед» группы «Кирпичи»[33].

## Ситуации
В декабре 2021 года представителям телепередачи было предложено поздравить с Новым годом пациентов Российского онкологического научного центра им. Блохина. Вместо подарков дети получили пустые коробки. Представители телеканала сначала заявили, что подарки украли, но впоследствии предложили подарить 300 детям 100 шоколадных «Киндер сюрпризов» к 3 января. Продюсер телепередачи принёс извинения от лица компании, а «Первый канал» сообщил о своей непричастности к данной акции.

## Награды
ТЭФИ
- 2008 — «Развлекательная программа: образ жизни»[39] и две премии «Первого канала» в номинациях «Лучшее дневное ток-шоу» и «Лучшие ведущие ток-шоу» (Вячеслав Зайцев, Эвелина Хромченко, Арина Шарапова)[40].
- 2015 — «Развлекательная программа. Образ жизни»[41].